# Горний (Туапсинський район)
Горний — селище в Туапсинському районі Краснодарського краю. Відноситься до Шаумянської сільради.
Населення — 1 100 осіб (1999).
Селище розташоване в басейні річки Пшиш, платформа Гойтх на залізниці Туапсе — Армавір.